# Ашкенази, Элиезер бен-Соломон
Элиезер бен-Соломон Ашкенази (XIX век) — польский раввин и талмудист

## Биография
Жил в Польше, затем переселился в Тунис.

## Труды
Издал в 1845 г. в Меце сборник древних рукописей под заглавием «Дибре Хакамим» («Слова мудрых»), который включал:
- 1) мидраш «Wajoscha» на Пятикнижие;
- 2) комментарий Иосифа Каро на «Плач Иеремии»;
- 3) «Chochmath ha-Ibbur» — o календарных вычислениях;
- 4) 7-я глава третьей части трактата Авраама бен-Хийи о том же, с респонсом Гая Гаона о летосчислении с сотворения мира;
- 5) «Maamar ha-Bechirah» авторства Моше Нарбони — о свободе воли;
- 6) «Nussach Ketab», письмо Иошуи Лорки о религии;
- 7) поэма в прозе Исаака Ардутиеля (Isaac Ardotiel) «Melizah al ha-Et»;
- 8) «Йесодот ха-Маскил» Давида Билии — 13 принципов веры просвещённого человека в дополнение к уже установленным (13 принципов иудаизма) Маймонидом[3] (с французским переводом);
- 9) письмо Маймонида к рабби Яфету-даяну (Japhet the Dayyan);
- 10) письмо Илии из Италии (Elijah of Italy), писанное в Палестине к его семейству в Ферраре в 1438 году;
- 11) «Bi-Debar limud ha-Chochmah» Якова из Прованса (Jacob Provençal) — o занятии наукой.

С. Мунк написал введение к этому сборнику, а в виде дополнения был приложен французский перевод «Йесодот ха-Маскил», составленный Γ. Б. («H. B.»)
Ашкенази подготовил к печати «Таам Зекеним» («Вкус стариков»), изданное Р. Кирхгеймом (R. Kirchheim), собрание старых рукописей и редких печатных произведений, имеющих отношение к средневековой еврейской литературе и истории (Франкфурт-на-Майне, 1854).